# ثامر عناد
ثامر عناد (عربی: ثامر عناد العنزي؛ زادهٔ ۲۳ مهٔ ۱۹۷۰) بازیکن فوتبال اهل کویت بود.
وی همچنین در تیم ملی فوتبال زیر ۲۳ سال کویت بازی کرده است.